# Kepatawangachik
Kepatawangachik, neidentificirano indijansko pleme iz kolonijalnog vremena koje je živjelo kod jezera St. John u Quebecu, Kanada. Otuda su ih protjerali Irokezi (zabilježeno u Jes. Rel., 1660.).
Imenuju se uz plemena Abittibi (Abitibi) i Ouakouiechidek (Chisedec). Hodge smatra da su možda identični s Papinachoisima, a po kasnijim mišljenjima da su isto šta i Kipawa